# Cantone di Villiers-sur-Marne
Il Cantone di Villiers-sur-Marne è una divisione amministrativa dell'arrondissement di Nogent-sur-Marne.
A seguito della riforma complessiva dei cantoni del 2014 è passato da 2 a 3 comuni.

## Composizione
Prima della riforma del 2014 comprendeva i comuni di:
- Le Plessis-Trévise
- Villiers-sur-Marne

Dal 2015 comprende i comuni di:
- Bry-sur-Marne
- Le Plessis-Trévise
- Villiers-sur-Marne